# Chaotix
En el manga y el anime de Sonic the Hedgehog, (Sega Enterprises Ltd. y Sonic Team) es un grupo no muy popular de personajes que han aparecido también en algunos de los videojuegos de su compañía creadora, tales como "Knuckles Chaotix" y "Sonic Heroes".
En la serie y en los videojuegos el team chaotix es muy popular y nunca se rinden.
Estos personajes, al igual que Sonic, Tails y Knuckles, son nativos del planeta Mobius.
El Team Chaotix es un trío (antes quinteto) de detectives: Espio, Charmy y Vector. Les gusta la música y odian no tener clientes para trabajar. En un juego, sólo Espio era un detective.
Otros personajes han pertenecido alguna vez al Team Chaotix, como Mighty the Armadillo y Ray the Squirrel.
Los Chaotix también han aparecido en la serie "Sonic X". Su primera y única aparición en la primera temporada es en el episodio 39, y ocasionalmente en los nuevos episodios (del 52 en adelante).

## Miembros
- Vector the Cocodrile:Es el jefe del equipo chaotix. Le encanta la música y su carácter es fuerte.

- Espio the Chamelon:Es un camaleón que posee habilidades ninjas y es experto en el espionaje.

- Charmy the Bee:Es una joven abeja que le gusta jugar y admira a su equipo

- Mighty the Armadillo:Es una persona que le encanta la naturaleza y viajar, es muy fuerte

- Ray the Flying Squirrel:Es un joven que posee la habilidad de planear y escalar

- Knuckles the Equidna:Es el último de la tribu Equidna y custodia la Master Emerald. Fue ex-lider del Team Chaotix

## Habilidades
- Mighty puede rebotar en las paredes y en el suelo, crear pequeñas tormentas de arena, además de trepar.

- Ray puede planear, escalar y combatir usando sus conocimientos en artes marciales.

- Espio puede volverse invisible y teletransportarse, también hace remolinos de hojas y es un experto del Ninjitsu, además de ser muy habíl

- Charmy bee puede volar y dar picotazos.

- Vector posee una gran fuerza, además de poder nadar y escupir fuego, globos de chicle y notas musicales, además de planear y tener un pequeño deslizamiento

## Edades
- Espio: 16.
- Vector: 21.
- Charmy: 6.
- Mighty: 16.
- Ray: 9.

## Apariciones en videojuegos
- SegaSonic the hedgehog, en el que Ray y Mighty aparecen junto a Sonic.

- Knuckles Chaotix, donde aparecen Knuckles, Mighty, Espio, Charmy y Vector (excepto Ray, ya que forma parte de Chaotix, pero en los comics).

- Sonic the Fighters, donde compiten de luchadores Espio y Knuckles.

- "Sonic Heroes", team Chaotix.

- "Shadow the Hedgehog",

- "Sonic Rivals 2", team Chaotix.

- "Sonic Chronicles: La Hermandad Siniestra", en el juego sólo sale Espio, aunque el resto del equipo (Vector y Charmy) están investigando en algún lugar lejano.

- "Sonic Free Riders", aparece el team Chaotix pero Vector esta en el team Rose.

- "Sonic Colors", en la versión de Nintendo DS.￼
- "Shadow Generations"

## Origen de los miembros del grupo
- Ray the Squirrel: Ha hecho pocas apariciones como miembro del equipo en los videojuegos(y no se sabe en donde).

- Espio, Vector y Charmy bee: Espio era un detective solo, hasta que conoció a Vector y Charmy bee.

## Otros equipos
- Team Sonic: El Team Sonic, también conocido como Team Heroe, es el nombre dado al trío de Sonic, Tails y Knuckles como el equipo principal de "Sonic Heroes", y, a veces, cuando unen sus fuerzas en otros juegos también.
- Team Rose: En "Sonic Heroes", los personajes del Team Rose están tratando de encontrar a sus amigos. Como Amy Rose busca a Sonic, se encuentra con Big the Cat y Cream the Rabbit. Big está en la búsqueda de su pequeño amigo Froggy , mientras Cream está buscando al Chao hermano de Cheese, Chocola. Con una foto en el periódico como su única pista, los tres se unen para formar el equipo y encontrar a todos.
- Team Dark: El Team Dark, que se encuentra en "Sonic Heroes" se une en una causa común para encontrar al Dr. Eggman. Rouge the Bat, la fundadora del equipo, quiere encontrar el tesoro secreto de Eggman. Shadow the Hedgehog, el especialista en velocidad, quiere conocer su verdadera identidad y porque se quedó dentro de una cápsula. E-123 Omega, el robot completamente armado, está enojado con Eggman por haberlo abandonado y desea probar su poder para él.
- Babylon Rogues: Los Babylon Rogues, también conocidos como Team Babylon, es un equipo de tres ladrones. El equipo está compuesto por Jet the Hawk , Wave the Swallow y Storm the Albatros. Apareciendo por primera vez en el juego "Sonic Riders", este grupo es contratado por el Dr. Eggman para competir en la EX World Grand Prix en contra de Sonic the Hedgehog, Knuckles the Echidna y Miles "Tails" Prower. Debido a sus atributos, el trío forma un equipo de estilo "Sonic Heroes", con Jet como personaje Speed, Wave como personaje Fly, y Storm como personaje Power. El trío regresó en "Sonic Riders: Zero Gravity" en busca del " Arca del Cosmos ". Finalmente, las cinco piedras han sido recogidas, pero antes de que los ladrones puedan tomar las piedras de Babylon Garden, reactivaron un SCR-HD y los llevó creado un agujero negro. Se descubrió que los babilonios fueron aliens.
- Suppresion Squad: En los comics de Archie, el Suppresion Squad, antes conocidos como los Anti Freedom Fighters, son las Antiversiones de los Knothole Freedom Fighters. Formado después de que Anti Sonic y Anti Sally fueron eliminados de Mobius por el Anti Rey Max, los Anti-Freedom Fighters se fueron de su universo. Después de una serie de fracasos para derrocar a Anti-Robotnik, el grupo de malhechores con Anti Sonic como líder, en sustitución de él brevemente con Anti St. John y más tarde Anti Sally. Esta se mantuvo hasta que Anti Sonic mutó y se hace llamar Scourge, regresó a Anti Mobius y se hizo cargo de todo el planeta en cuestión de días. A raíz de este grupo fue reformado en el Suppresion Squad, después de que cada miembro realizara cambios en sí mismos para que ya no sean simples copias de sus contrapartes de Mobius. El grupo encabezó una invasión exitosa del Freedom HQ, con Scourge a cargo, pero finalmente los miembros, descontentos, traicionaron a Scourge y, con la ayuda de los Knothole Freedom Fighters, lo derrocaron.
- Dextructix: En los comics de Archie, el Destructix es un grupo de criminales de guerra que se han enfrentado contra Sonic the Hedgehog y sus aliados en varias ocasiones. En la actualidad consisten en los Cuatro Temibles y Fiona Fox, el último de los cuales los lidera, y solía tener a Drago Wolf, y, antes de unirse al Imperio Eggman , Sleuth "Doggy" Dawg solía ser el líder, y el equipo de forma temporal incluía a Scourge the Hedgehog. Ahora son un grupo de mercenarios y hasta ahora han estado bajo el empleo del Dr. Finitevus guardias / ejecutores y Mammoth Mogul en una parcela de secuestro, y tres de sus miembros trabajaban para Fiona Fox en una misión al Reino del Dragón.

- Society for Observing and Neutralizing Interdimentional Creatures and Xenomorphs (S.O.N.I.C.X): Aparece en los comics del anime Sonic X está conformado por personajes minoritarios de los primeros capítulos. Se centran en atrapara o eliminar a Sonic porque este arruinó sus vidas (aunque no se culpa de el) aunque sin éxito siempre escapa por alguna idiotez de uno de sus miembros.

- Datos: Q2634705